# Léger (entreprise)
Pour les articles homonymes, voir Léger.
Léger est la plus grande firme de sondage, de recherche marketing et analytique à propriété canadienne avec plus de 600 employés répartis dans ses huit bureaux canadiens et américains. Léger travaille avec des clients prestigieux depuis 1986.
Cette entreprise s'est appelée successivement Léger & Léger, Léger Marketing et Léger (Recherche - Stratégie - Conseil). Elle utilise actuellement le nom Léger dans ses communications et sur son site web.

## Historique
Léger & Léger a été créée en 1986 par Marcel Léger et son fils Jean-Marc Léger (économiste) en est le président depuis 1993. Léger est la plus importante firme de sondages et de recherche marketing à propriété exclusivement canadienne. L'entreprise a réalisé 12 acquisition à ce jour.
En 1995, Léger & Léger se repositionne en recherche marketing et devient Léger Marketing.
En 2000, la maison de sondages montréalaise annonce l'acquisition de Criterion Research Corporation de Toronto. La firme de sondages montréalaise Léger Marketing étend ensuite ses tentacules dans l'ouest avec l’acquisition de Criterion (Edmonton) en 2005 et de Claros Research (Calgary) en 2006.
En 2005, Leger réalise les premiers sondages en ligne au Canada avec sa division Leger Web.
En 2007, Léger Marketing perce sur le marché américain en mettant la main sur ARC Research, une firme de Philadelphie,.
En 2010, Jean-Marc Léger devient président-fondateur de WIN, une association mondiale de firmes de sondages qui compte en ses rangs 75 grandes firmes de recherche indépendantes provenant de 73 pays. Après avoir réalisé plusieurs acquisitions pour procurer à Léger Marketing les innovations technologiques nécessaires à hisser l’entreprise québécoise au rang mondial, son fondateur Jean-Marc Léger se sent prêt à passer à autre étape : Léger Marketing devient Léger (Recherche – Stratégie – Conseil) et élargit son offre en conseil stratégique et en analyses statistiques avancées.
En 2012, Léger devient actionnaire majoritaire dans Agility Metrics, une entreprise montréalaise bâtie autour d'une application infonuagique de mesure de l'expérience client. Agility Metrics deviendra par la suite Léger Metrics. Dans la même année, Léger - Recherche Stratégie Conseil annonce qu'elle a fait l'acquisition de Researchology, une firme de recherche marketing torontoise, spécialisée en recherche pharmaceutique.
En 2013, Léger acquiert Ifop Amérique du Nord (situé à Toronto) qui possède des compétences uniques en recherche marketing dans les secteurs pharmaceutiques et de la grande consommation,.
En 2014, Léger devient aussi actionnaire minoritaire et partenaire stratégique d’imarklab, présentée comme étant le leader canadien de l’intelligence en marketing interactif. En combinant les efforts de recherche marketing traditionnelle aux neurosciences, le partenariat imarklab-Léger permet de mieux comprendre et intervenir sur les comportements des clients à travers les multiples canaux de commerce.  
En 2019, Léger réalise l’acquisition de National Research Group (NRG) de Vancouver, la plus grande entreprise dans l’Ouest Canadien avec des bureaux à Vancouver, Calgary et Winnipeg. Dans la même année, Legerweb devient LEO (Leger Opinion) le plus grand panel en ligne canadien avec plus de 400 000 panélistes.
Après avoir réalisé neuf acquisitions, Léger est devenu au fil des années, la plus grande entreprise de sondages et recherche marketing à propriété canadienne avec 600 employés répartis à ses bureaux de Montréal, Toronto, Québec. Edmonton, Calgary, Vancouver au canada et Philadelphie aux États-Unis.
En 2020, Léger a fait l'acquisition de Smartpoint Research, une firme de recherche marketing et analytique basée à Vancouver, qui possède une expertise dans un large éventail de techniques de recherche et de secteurs, et qui est propriétaire du réputé panel en ligne Insights West. Cette acquisition stratégique a permis à Léger d’augmenter la taille de son panel Léger Opinion (LEO), d’agrandir ses panels de patients et de professionnels de la santé, et d’élargir son offre de service en recherche dans le domaine de la santé. 
En octobre 2021. Léger a fait l'acquisition de Ressac, une agence de performance numérique spécialisée en stratégie média et en activation de contenu de marque basée à Montréal. Grâce à cette acquisition stratégique, Léger peut offrir à ses clients un nouveau service complet allant de la recherche marketing à la réalisation de campagnes numériques. L’expertise jumelée de Léger et de Ressac leur permet maintenant de réaliser des campagnes numériques sur mesure plus efficaces en améliorant la segmentation de la clientèle, en optimisant le message publicitaire et en priorisant les meilleures plateformes. La mise en place de mesures de performance avant, pendant et après les campagnes assure aux clients l’amélioration de celles-ci en continue pour rejoindre la bonne audience, au bon moment et avec le bon message.
En novembre 2021, Léger a fait l'acquisition d'Insights West, une firme de recherche marketing et analytique basée à Vancouver, qui possède une expertise dans un large éventail de techniques de recherche et de secteurs, et qui est propriétaire du réputé panel en ligne Insights West. Cette acquisition stratégique permet à Léger de poursuivre son expansion dans les marchés en croissance de Vancouver et de la Colombie-Britannique en général, d’offrir de nouvelles approches méthodologiques et d’augmenter la taille de son panel Léger Opinion (LEO). 